# Seleukeia am Hedyphon
Seleukeia am Hedyphon (auch Seleukeia Susiana) war eine antike Stadt im Südwesten des heutigen Iran. Die Lage der Stadt konnte bisher nicht mit Sicherheit identifiziert werden, doch wird der Hedyphon versuchsweise mit dem Jarrahi und der Ort mit Ja Nishin gleichgesetzt. Die Stadt soll vorher den Namen Σολόκη, Soloke, (Strabon 16,1,18) getragen haben. Sie war zumindest zeitweise die Hauptstadt der Herrscher der Elymais, die hier auch Münzen prägten.